# 제1대 글로스터 공작 우드스톡의 토머스
제1대 글로스터 공작 우드스톡의 토머스(영어: Thomas of Woodstock, 1st Duke of Gloucester, 1355년 1월 7일 ~ 1397년 9월 8일)는 영국 왕 에드워드 3세와 에노의 필리파 사이의 7남이다.

## 생애
그는 옥스퍼드셔에 있는 우드스톡 궁전 출생으로 부인과는 1376년에 결혼하였고 곧 장인인 험프리 보헌으로부터 에식스의 백작 작위를 물려받았다. 부인의 동생이였던 메리는 나중에 헨리 4세가 되는 헨리 볼링브로크와 결혼하게 된다.
1377년 22세가 되는 때에 그는 초대 버킹엄의 백작으로 봉해졌고 1385년에는 오말 공작위를 받았다. 그리고 거의 같은 시기에 초대 글로스터의 공작의 작위 역시 받게되었다. 이후 그는 프랑스 정벌에 종군하기도 하나 뛰어난 전과를 남기지는 못하였다.
그는 리처드 2세 때 의회파의 수장이였던 5인의 청원파중 수장의 지위에 있었는데 1388년에 리처드 2세를 굴복시키는데 중요한 역할을 담당하였다. 그 후 1397년 세력을 규합하는데 성공한 리처드 2세는 의회파에 대하여 매우 강경한 태도를 취하였는데 이 시기에 반역죄로 체포되어 칼레에서 재판을 기다리던 중 리처드의 사주를 받은 것으로 추정되는 니컬러스 콜폭스라는 기사에게 살해당하였다.

## 가계도

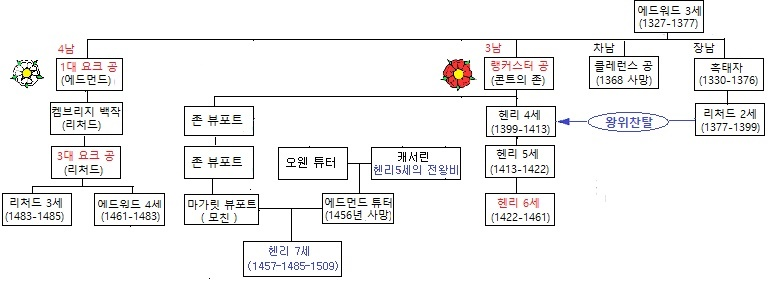
에드워드 3세의 가계도